# Markus Pommer

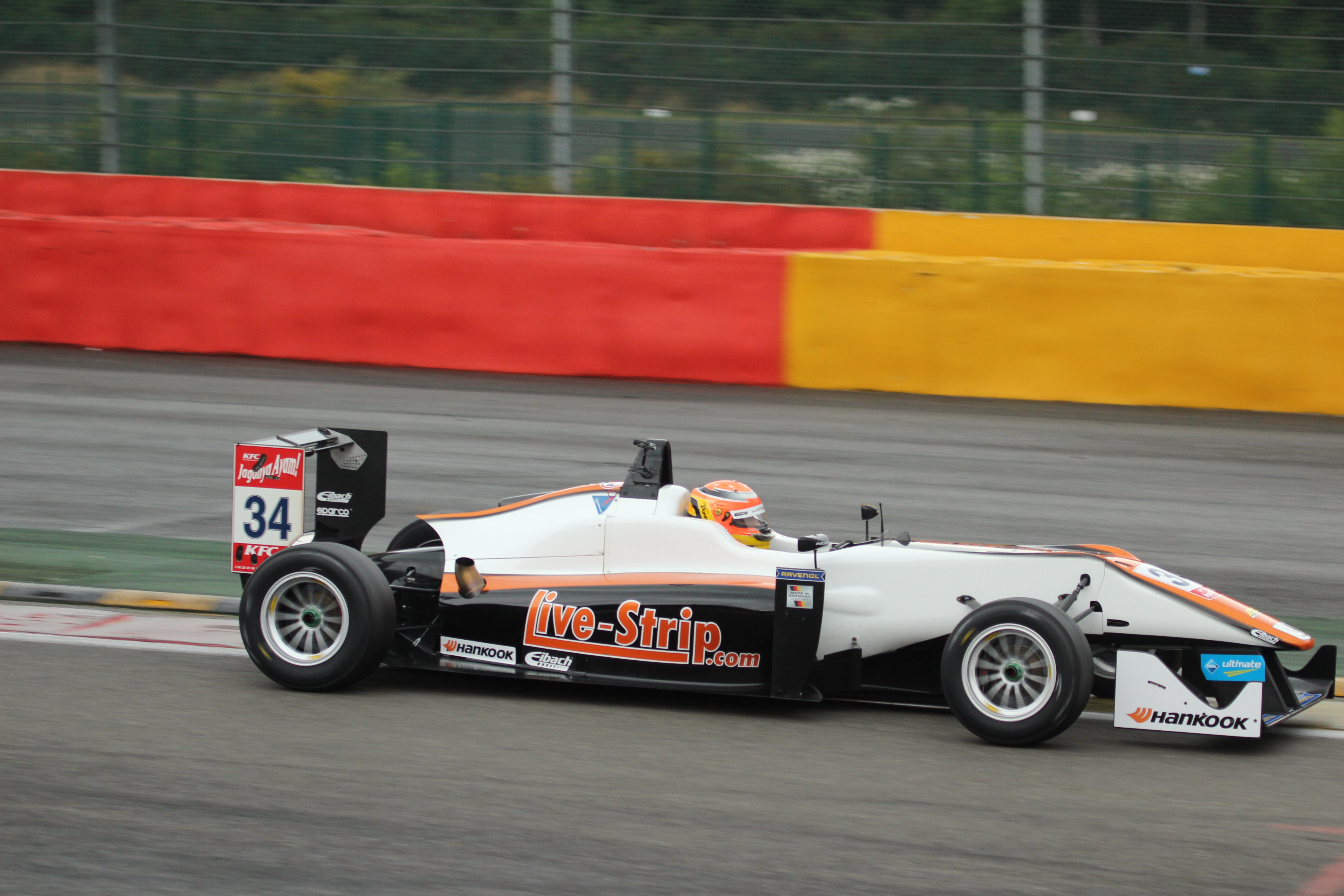
Markus Pommer in Spa-Francorchamps in der europäischen Formel-3-Meisterschaft 2015

Markus Pommer (* 27. Januar 1991 in Heilbronn) ist ein deutscher Automobilrennfahrer. 2014 gewann er den deutschen Formel-3-Cup. Er startete 2015 in der europäischen Formel-3-Meisterschaft.

## Karriere

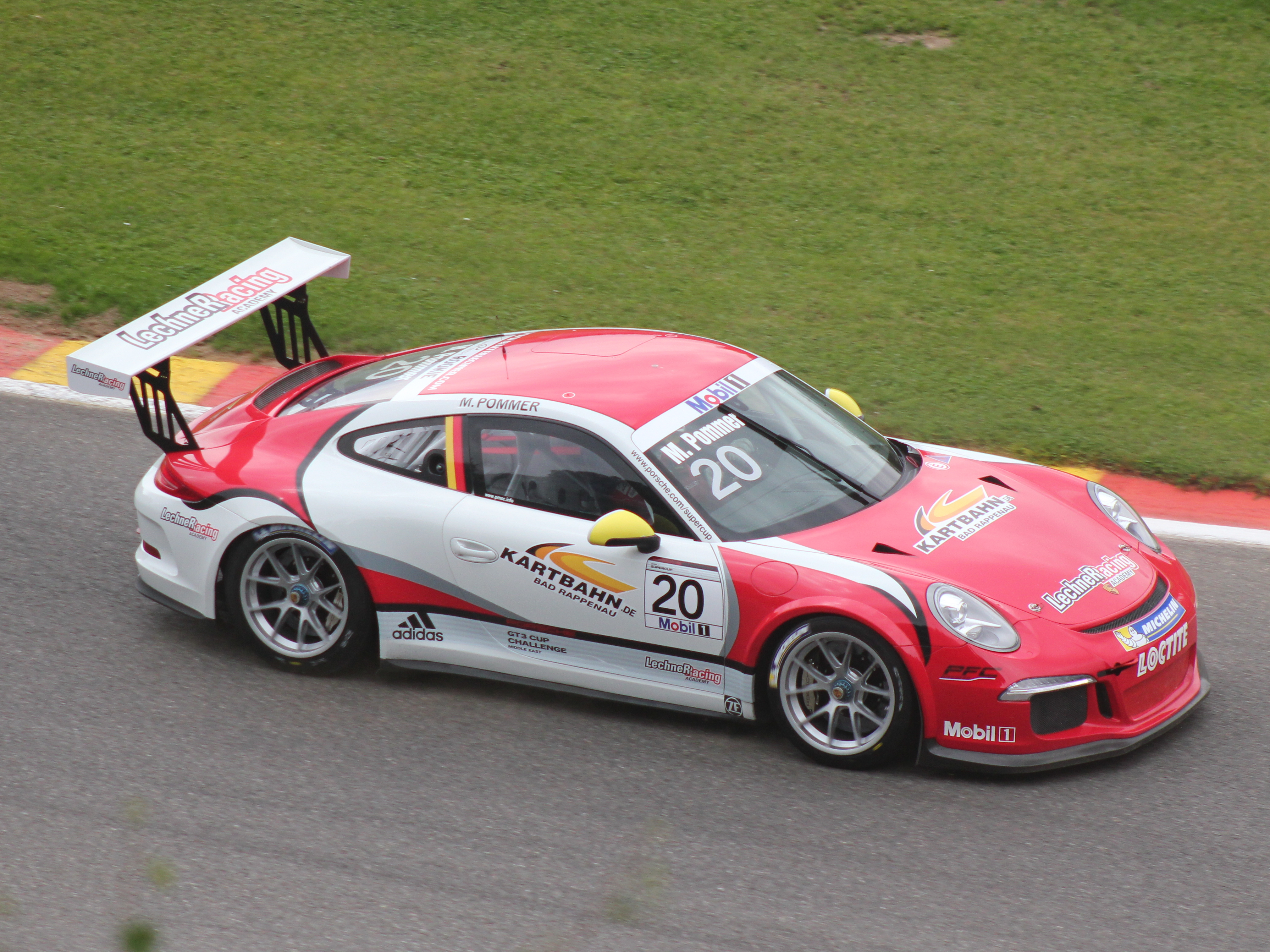
Pommer beim Porsche-Supercup-Rennwochenende in Belgien 2013

Pommer begann seine Motorsportkarriere 1999 im Kartsport, in dem er bis 2006 aktiv war. Unter anderem gewann er 2004 den süddeutschen ICA-Junioren-Kartcup. 2007 wechselte er in den Formelsport und trat für Mücke Motorsport in der deutschen Formel BMW an. Hinter seinen Teamkollegen Philipp Eng und Kevin Mirocha beendete er seine erste Saison auf dem zehnten Platz in der Meisterschaft. Nachdem die deutsche Formel BMW eingestellt worden war, wechselte Pommer 2008 in die neugegründete ADAC-Formel-Masters zum Team Abt Sportsline. Er gewann ein Rennen und stand insgesamt fünf Mal auf dem Podium. Er beendete die Saison vor seinem Teamkollegen Daniel Abt auf dem fünften Platz in der Meisterschaft.
2009 wechselte Pommer in den deutschen Formel-3-Cup und ging für Zettl Motorsport an den Start. Er gewann kein Rennen und zwei zweite Plätze waren seine besten Resultate. Er beendete die Saison hinter Laurens Vanthoor und Stef Dusseldorp auf dem dritten Platz in der Meisterschaft und wurde bester Pilot mit einem Mercedes-Motor. 2010 blieb er in der deutschen Formel 3 und wechselte zu Brandl Motorsport. Mit einem zweiten Platz als bestes Ergebnis blieb ihm abermals ein Sieg verwehrt. Wie im Vorjahr wurde Pommer, der den achten Gesamtrang belegte, bester Mercedes-Pilot. 2011 bestritt Pommer seine dritte Saison im deutschen Formel-3-Cup. Zunächst fuhr er mit einem Volkswagen-Motor für Motopark Academy. Nachdem er an den ersten drei Rennwochenenden nur einen Punkt erzielt hatte, wechselte er zum vierten Rennwochenende zu Jo Zeller Racing, die Mercedes-Motoren verwenden. Bereits in seinem zweiten Rennen für das neue Team erzielte er als Zweiter die erste Podest-Platzierung in der Saison. Mit insgesamt vier Podest-Platzierungen beendete er die Saison auf dem siebten Platz in der Fahrerwertung. Er war der beste deutsche Pilot.
2012 wechselte Pommer in die FIA-Formel-2-Meisterschaft. Mit drei Siegen hatte nur der Meister Luciano Bacheta mehr Rennen als Pommer gewonnen. In der Gesamtwertung erreichte er den vierten Platz. Im Winter 2012/13 startete Pommer zunächst zu zwei Rennen in der Porsche GT3 Cup Challenge Middle East. Anschließend startete Pommer 2013 für Lechner Racing Academy im Porsche Supercup. Er beendete die Saison mit einem siebten Platz als bestem Ergebnis auf dem 15. Platz in der Fahrerwertung.
2014 kehrte Pommer in den Formelsport zu Motopark Academy in den deutschen Formel-3-Cup zurück und trat für deren Lotus-Team an. Er gewann 14 Rennen und entschied die Meisterschaft mit 424 zu 277 Punkten gegen Nabil Jeffri deutlich für sich. Parallel dazu startete Pommer 2014 für Super Nova International in der Auto GP. Er siegte zweimal und stand insgesamt siebenmal auf dem Podium. In der Fahrerwertung erreichte er den dritten Platz. 2015 blieb Pommer bei Motopark und wechselte in die europäische Formel-3-Meisterschaft. In Zandvoort gewann er ein Rennen. Als bester Fahrer seines Rennstalls schloss er die Saison auf dem zehnten Gesamtrang ab.

## Statistik

### Karrierestationen
| - 1999–2006: Kartsport - 2007: Deutsche Formel BMW (Platz 10) - 2008: ADAC-Formel-Masters (Platz 5) - 2009: Deutsche Formel 3 (Platz 3) | - 2010: Deutsche Formel 3 (Platz 8) - 2011: Deutsche Formel 3 (Platz 7) - 2012: Formel 2 (Platz 4) - 2013: Porsche GT3 Cup Challenge Middle East (Platz 19) | - 2013: Porsche Supercup (Platz 15) - 2014: Deutsche Formel 3 (Meister) - 2014: Auto GP (Platz 3) - 2015: Europäische Formel 3 (Platz 10) |

### Einzelergebnisse in der europäischen Formel-3-Meisterschaft
| Jahr | Team     | Motor      | 1   | 2   | 3   | 4   | 5   | 6   | 7   | 8   | 9   | 10  | 11  | 12  | 13  | 14  | 15  | 16  | 17  | 18  | 19  | 20  | 21  | 22  | 23  | 24  | 25  | 26  | 27  | 28  | 29  | 30  | 31  | 32  | 33  | Punkte | Rang |
| ---- | -------- | ---------- | --- | --- | --- | --- | --- | --- | --- | --- | --- | --- | --- | --- | --- | --- | --- | --- | --- | --- | --- | --- | --- | --- | --- | --- | --- | --- | --- | --- | --- | --- | --- | --- | --- | ------ | ---- |
| 2015 | Motopark | Volkswagen | SIL | SIL | SIL | HO1 | HO1 | HO1 | PAU | PAU | PAU | MNZ | MNZ | MNZ | SPA | SPA | SPA | NOR | NOR | NOR | ZAN | ZAN | ZAN | SPI | SPI | SPI | POR | POR | POR | NÜR | NÜR | NÜR | HO2 | HO2 | HO2 | 116,5  | 10.  |
| 2015 | Motopark | Volkswagen | 5   | DNF | 7   | DSQ | 17  | 7   | 23  | 8   | 20  | DNF | 8   | 10  | 19  | 28  | DSQ | 9   | 11  | 12  | 3   | 21  | 1   | 17  | 6   | 4   | 5   | 11  | DNF | 6   | 13  | 6   | 9   | 9   | 22  | 116,5  | 10.  |

### Einzelergebnisse im Prototype Cup Germany
| Jahr | 1   | 2   | 3   | 4   | 5   | 6   | 7   | 8   | 9   | 10  | 11  | 12  | 13  | 14  | Punkte | Rang |
| ---- | --- | --- | --- | --- | --- | --- | --- | --- | --- | --- | --- | --- | --- | --- | ------ | ---- |
| 2023 | HOC | HOC | OSL | OSL | ZAN | ZAN | NOR | NOR | ASS | ASS | NÜR | NÜR |     |     | 223    | 1.   |
| 2023 | 2   | 1   | 2   | 3   | 5   | 4   | 1   | 3   | 1   | 2   | 1   | 10  |     |     | 223    | 1.   |
| 2024 | SPA | SPA | LAU | LAU | LAU | ZAN | ZAN | HOC | HOC | HOC | NÜR | NÜR | SAC | SAC | 206    | 1.   |
| 2024 | C   | C   | 1   | 3   | 2   | 3   | 5   | DNS | 2   | 3   | 4   | 2   | 1   | 3   | 206    | 1.   |